# Gorytes
Gorytes is een geslacht van vliesvleugelige insecten van de familie van de graafwespen (Crabronidae).

## Soorten
- G. africanus Mercet, 1905
- G. albilabris (Lepeletier, 1832)
- G. fallax Handlirsch, 1888
- G. foveolatus Handlirsch, 1888
- G. kohlii Handlirsch, 1888
- G. laticinctus (Lepeletier, 1832)
- G. neglectus Handlirsch, 1895
- G. nigrifacies (Mocsary, 1879)
- G. planifrons (Wesmael, 1852)
- G. pleuripunctatus (A. Costa, 1859)
- G. procrustes Handlirsch, 1888
- G. quadrifasciatus (Fabricius, 1804)
- G. quinquecinctus (Fabricius, 1793)
- G. quinquefasciatus (Panzer, 1798)
- G. schlettereri Handlirsch, 1893
- G. schmiedeknechti Handlirsch, 1888
- G. sulcifrons A. Costa, 1869